# Никола Лулић
Никола Лулић (Коњско Брдо, 24. фебруар 1883 — Перушић, 20. септембар 1962) је био један од путника који је преживео бродолом Титаника.

## Биографија
Никола је рођен 24. фебруара 1883. године у Коњском Брду надомак Перушића у Лици. Живео је у радничкој породици, а као младић помагао је оцу Милети и мајци Бари око стоке и имања, док га нису са 19 година регрутовали у аустроугарску војску. Међутим, после само неколико дана је побегао јер није желео да служи у војсци која није српска. Пошто није могао да се врати кући одлучио је да крене пут Америке 1902. године јер је чуо да се тамо добро зарађује. Четири године је радио у руднику у Чишолму у Минесоти, након чега је одлучио да се врати кући и обиђе породицу. Пошто га је након дезертирања прва жена Манда оставила, оженио се Мартом са којом оснива породицу, али се због посла 1907. поново вратио у Америку. После три године рада у руднику, Никола се поново враћа у родно место. Пошто никако није могао наћи посао којим би обезбедио егзистенцију своје породице, једина могућност је била повратак у амерички рудник.

### Титаник
Било је доста проблема око карата, и није се знало који брод кад полази, али је он преко неких својих веза чуо за Титаник. Пошто су мештани Перушића чули од Николе да у Америци може добро да се заради, окупља се њих 16 како би кренули са њим. Одлучили су да им он буде водич а заузврат ће му купити карту. Одлазе у Швајцарску, а затим у Саутемптон у Енглеској, одакле је Титаник испловљавао. Карта је била за трећу класу и коштала је 170 франака. Кобног 14. априла 1912. Никола се спремао за спавање, али је око поноћи чуо потрес. Путници треће класе су за судар Титаника са леденим брегом сазнали тек када су видели да вода надире у ходнике. У хаосу који је настао Никола се нашао у води. Постоје две верзије како се спасао. Једна, да је на глави имао официрску капу и да су га због тога извукли из воде. Друга, да је из једног чамца у воду пало дете које је он вратио, и да му је онда мајка Норвежанка пружила руку и он се попео у чамац. Убрзо је након његовог уласка у чамац за спасавање број 15, по путнике је дошао брод Карпатија који их је превезао до Њујорка. Потом је отишао код рођака Рајка Росанића у Чикаго, а након седам дана наставља за рудник у Минесоти. Тамо је радио до краја Првог светског рата, а затим се заувек враћа у Лику. Преминуо је 20. септембра 1962. године у кући своје најстарије ћерке Марије.